# Neotrombicula fujigmo
Neotrombicula fujigmo — вид кліщів, який є ектопаразитом землерийок і щурів. N. fujigmo зустрічається в Індомалаї та зареєстрований у М'янмі та Індії. Корнеліус Беккер Філіп (амер. ентомолог) і Г. С. Фуллер описали вид у 1950 році, та спочатку віднесли його до роду Trombicula . Видовий епітет походить від військового сленгу FUJIGMO .

## Етимологія
Етимологія, яку Корнеліус Б. Філіп і Х. С. Фуллер надали разом із своїм описом цього виду, «вшановує жартівливий жаргоний термін, вигаданий солдатами Об'єднаних сил на Далекому Сході, щоб висловити своє нетерпіння повернутися додому після Дня VJ» (День перемоги над Японією). FUJIGMO — це військовий сленг і абревіатура, що означає " Fuck you, Jack, I got my commands ". К. Б. Філіп вперше побачив менш поширений варіант написання FUGIGMO надрукований над дверима намету американського офіцера в Японії наприкінці Другої світової війни, . Офіцер пояснив, що це гасло, яким солдати виражають нетерпіння повернутися додому. К.Б, Х.С, Філіп запропонував Фуллеру це як варіант назви для виду, і той погодився. Термін FUJIGMO також описується як «вираження байдужості та легкої непокори»; після звільнення з військової служби члени збройних сил можуть стати байдужими до долі решти членів їх підрозділу. FUJIGMO також може супроводжувати відмову військовослужбовця підкорятися начальнику після отримання наказу про переведення, але до фізичного переміщення.
Ентомолог К. Б. Філіп був відомий своїми жартівливими, химерними назвами для таксонів, таких як Chrysops balzaphire («вогняні кулі») і Tabanus rhizonshine («прокинься і співай»). Через лайливий характер етимології цей вид кліщів включено до списків і обговорень таксонів із незвичайними або жартівливими назвами. Ентомолог Арнольд Менке перерахував Trombicula fujigmo у списку «Смішних або цікавих зоологічних назв» 1993 року з інструкцією "запитати будь-якого ветеринара Другої світової війни, що означає «fujigmo».

## Ареал
N. fujigmo зустрічається в Індомалайї. Станом на  2021 він був зафіксований лише в Індії та М'янмі. Тип місцевості — 12 миль (19 км) на північ від М'їчини, штат Качин, М'янма. Він також був знайдений у північно-східній Індії , включаючи, у Канглатонгбі, штаті Маніпурі. В інших місцях Індії він був зареєстрований в районі Трівандрам, штат Керала.

## Опис
Описана лише личинка виду. Очі розташовані 2/2 на очній пластинці ідіосоми. На ідіосомі 40 дорсальних щетинок, розташованих 8-8-8(10)-10(8)-6. Гнатосома має формулу пальпальної щетинки B/B.NNB/7B. S і пальповий кіготь має три зубці. Щиток підп'ятикутний і каудально округлий. Типовим господарем є ненажерлива землерийка Crocidura vorax . Паратипи також були зібрані з азіатського домашнього щура Rattus tanezumi . та на бандикоті бенгальській.

## Таксономічна історія
К. Б. Філіп і Х. С. Фуллер вперше описали цей вид у 1950 році, помістивши його в рід Trombicula . Їх опис ґрунтувався на вісімнадцяти зразках личинок (один голотип і сімнадцять паратипів), які Комісія США з тифу зібрала на півночі М'янми в 1944—1945 роках.Голотип личинки зберігається уНаціональному музеї США, а паратипи — в Національному музеї США, Британському музеї (природна історія), Лабораторії Скелястих гір і Музеї Південної Австралії, а також в особистих колекціях Г. В. Вартона, Такео Тамії, К. Б. Філіпа та Г. С. Фуллера. Перелік зразків типу Trombiculid у Національній ентомологічній колекції США Смітсонівського інституту 2021 року включав чотири паратипи личинок, але не включав голотип.
К. Б. Філіп і Х. С. Фуллер віднесли цей вид кліщів до групи видів autumnalis у Trombicula . Водночас зазначили, що T. autumnalis був типовим видом Neotrombicula, підроду, який британський арахнолог Артур Стенлі Херст назвав у 1925 році. Проте К. Б. Філіп і Х. С. Фуллер не включили жодного підроду до своєї систематики Trombicula. Натомість вони помістили його "тимчасово в рід Trombicula sensu lato ". Trombicula fujigmo також була комбінацією, використаною Карлом Е. Гюнтером у 1952 році. У 1952 році Джордж Уортон і К. Б. Фуллер включили Neotrombicula як підрід Trombicula, давши виду назву T. (N.) fujigmo . У 1953 році Оді також зарахував T. fujigmo до підроду Neotrombicula sensu stricto .
У 1952 році ентомолог Герберт Вомерслі включив цей вид кліщів до роду Tragardhula; після цього з'явилися ще кілька інших таксономічних робіт у 1950-х роках, у тому числі Чарльза Д. Редфорда в 1954 роціта Дж. Ральфа Оді та його колег у 1953 році. У 1957 році Neotrombicula самому було надано статус роду, що дало йому теперішній біном: N. fujigmo . Арахнологи розходяться в тому, чи має сам рід Neotrombicula підроди чи ні. Систематики, які поділяють Neotrombicula на кілька підродів, відносять N. fujigmo до номінативного підроду: N. (Neotrombicula) fujigmo, N. fujigmo іноді поміщають у групу bisignata в межах Neotrombicula, але інші не погоджуються з цим. групове розміщення.